# Arenicolides branchialis
Arenicolides branchialis är en ringmaskart som först beskrevs av Jean Victor Audouin och Milne Edwards 1833.  Arenicolides branchialis ingår i släktet Arenicolides och familjen Arenicolidae. Arten har ej påträffats i Sverige. Inga underarter finns listade i Catalogue of Life.